# Fotokopie

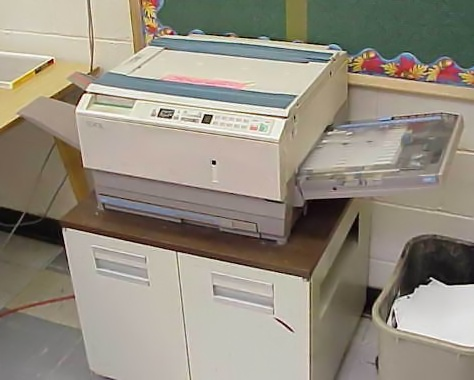
Klassisches Fotokopiergerät nach dem von Xerox entwickelten Verfahren

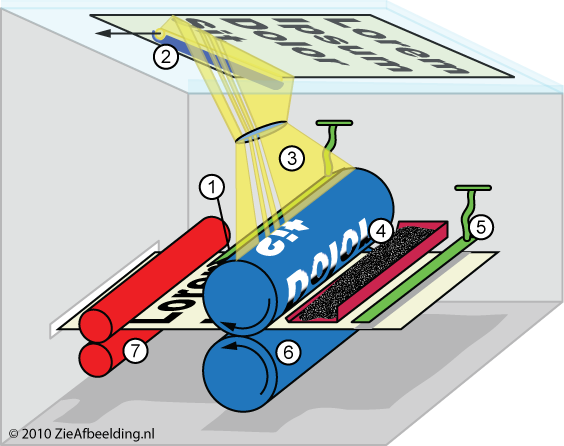
Prinzip der Elektrofotografie

Die Fotokopie, Xerografie oder Elektrofotografie ist ein elektrofotografisches Verfahren der Informationsübertragung mit Hilfe von elektrisch geladenem Farbpulver.
In der Alltagssprache wird der Begriff Kopie gleichbedeutend verwendet.

## Verfahren der Elektrofotografie
Man unterscheidet direkte und indirekte sowie nasse und trockene Elektrofotografie. Die Nassverfahren nutzen als Entwickler eine Suspension aus einem aliphatischen Lösungsmittel mit geringer Dielektrizitätskonstante und dem Toner (siehe auch Nassabzugverfahren), während das Trockenverfahren ein Pulver verwendet.

### Direktes Verfahren
Das direkte Verfahren nutzt eine Fotoleitschicht auf dem Träger selbst (zum Beispiel Zinkoxid auf Papier); die Entwicklung erfolgt nass mit einer Suspension aus Toner in einer isolierenden Flüssigkeit (z. B. Leichtpetroleum) oder auch mit Trockentinte.

### Indirektes Verfahren
Das indirekte Nassverfahren nutzt wie die Xerografiegeräte eine fotoempfindliche Trommel; diese wird jedoch mit einer Toner-Suspension benetzt. Der haftende Toner wird direkt von dieser auf das Papier gebracht und muss zum Fixieren nur trocknen.

### Trockenes Verfahren
Das heute ausschließlich gebräuchliche indirekte, trockene Verfahren benutzt fotoempfindliche Trommeln oder Bänder, deren Tonerbild nach der Entwicklung in Pulverform auf den Träger (Papier, Kopierfolie) übertragen und dort thermisch fixiert wird. Das Verfahren arbeitet mit trockenem Toner; es wird daher auch Xerografie (griechisch für „trocken schreiben“) genannt.

### Matrizenverfahren mit flüssiger Farbe
Bei der Risografie wird zuerst eine Matrize elektrofotografisch belichtet. Durch die dabei entstandenen feinen Löcher wird in der Folge die Druckfarbe aufs Papier übertragen. Das Verfahren erlaubt kostengünstigen Massendruck mit großen Auflagen, hoher Geschwindigkeit mit bis zu 180 Seiten pro Minute im Format DIN A3, im Vollfarbdruck oder mit 16 monochromen Farben und Papiergewichten im Bereich 40–400 g/m². Die Kopien bzw. Drucke sind mit differenzierten, durch Rasterung erzeugten Grauwerten herstellbar. Risografie zeichnet sich dadurch aus, dass die Farbe ohne Anwendung von Chemikalien oder Hitze aufs Papier gebracht wird. Der ökologische Vorteil wird von günstigen Verbrauchskosten begleitet.

## Xerografie
Die Xerografie (von altgriechisch ξηρός xērós „trocken“ und -graphie) ist ein Verfahren zur Trockenkopie von meist einfarbigen Papiervorlagen (z. B. Akten), das in allen heute gängigen Kopiergeräten und Laserdruckern eingesetzt wird. Die Ergebnisse dieser Trockenkopierer sind denen der Tintenstrahldrucker oder Verfahren mit Thermopapier (Thermokopierer, Thermodrucker) hinsichtlich Auflösung, Lichtechtheit und Beständigkeit überlegen.

### Geschichte
Die Elektrofotografie ist ein von dem Amerikaner Chester F. Carlson zusammen mit seinem Assistenten Otto Kornei erfundenes Kopierverfahren.
Das Patent wurde am 27. Oktober 1937 angemeldet. Der erste erfolgreiche Versuch fand am 22. Oktober 1938 unter Zuhilfenahme einer mit einem Tuch elektrisch aufgeladenen Metallplatte, Schwefelpuder, staubfeinen Bärlappsporen und einer Wachsplatte statt. Auf der ersten Fotokopie (Trockenkopie) war „10.–22.-38 ASTORIA“ zu lesen. Hierbei handelte es sich um das Datum der ersten Fotokopie, den 22. Oktober 1938, und den Ort, Astoria.
Die Haloid Company kaufte das Patent 1947 und brachte 1949 den ersten kommerziellen Kopierer auf den Markt. 1961 wurde die Haloid Company auf den Namen Xerox umbenannt. In Deutschland wurde die Lizenz an die englische Rank Group gegeben, aus der die Firma Rank Xerox entstand. Der Name Xerox Machine wird in englischsprachigen Ländern auch für das Kopiergerät an sich verwendet.

### Funktionsweise

Funktionsschema der Bildtrommel

Prozessschritte des elektrofotografischen Druckprozesses

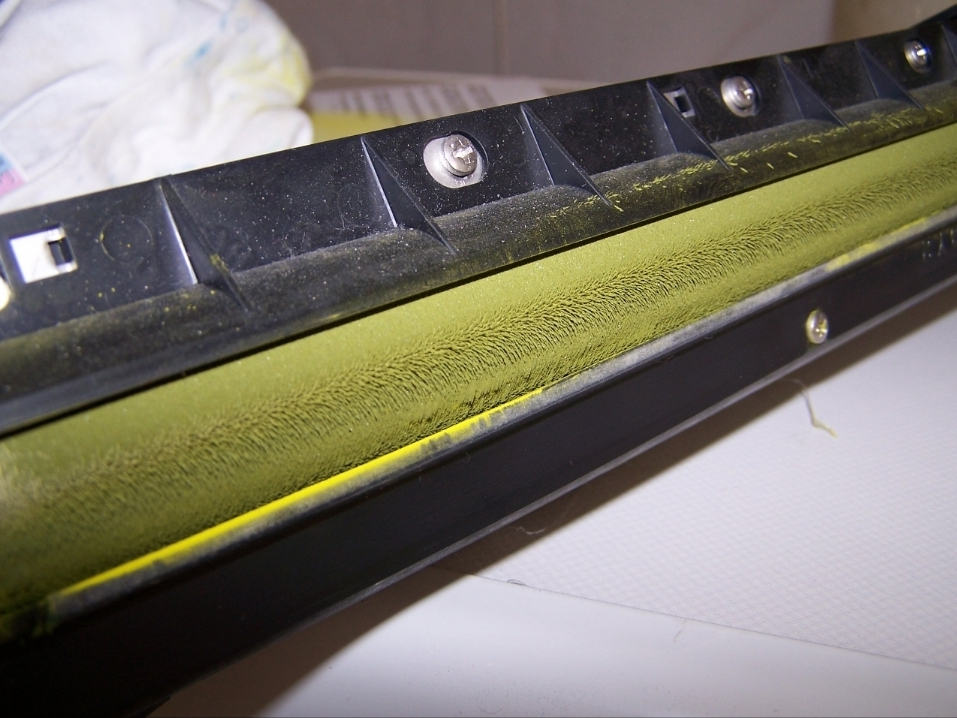
Entwicklerwalze Gelb (Zweikomponententoner)

Das zentrale Element bei der Xerografie ist die Trommel, die mit einer lichtempfindlichen Beschichtung versehen ist, im Folgenden aktive Schicht oder Fotoleiter genannt. Sie hat die Eigenschaft, im Dunkeln elektrisch nichtleitend zu sein, bei Lichteinfall dagegen Stromleitung zuzulassen. Bis etwa 1975 verwendete man amorphes Selen; heute werden amorphe organische Halbleiter, amorphes Silicium oder Arsentriselenid (As2Se3) verwendet.

### Prozess

#### Corona-Aufladung der aktiven Schicht
Eine Serie von dünnen Edelstahl- oder Wolframdrähten wird mittels einer Spannung von in der Regel 5 kV positiv gegenüber der aktiven Schicht aufgeladen. Durch die hohe Spannung wird die Umgebungsluft ionisiert, negative Ionen werden zur positiv geladenen aktiven Schicht gezogen, setzen sich dort ab und laden diese negativ auf, da sie im Dunkeln nicht leitfähig ist. So wird Schicht für Schicht die Walze negativ geladen.

#### Belichtung
Die aktive Schicht auf der Walze bzw. dem flexiblen Band wird belichtet:
- Beim Fotokopierer (bzw. Analogkopierer) wird die Vorlage mittels einer starken Lichtquelle (z. B. Halogenlampe) beleuchtet. Die Vorlage wird über ein Objektiv auf die aktive Schicht abgebildet.
- Beim Laserdrucker bzw. digitalen Kopierer wird das reflektierte Licht zunächst durch einen Zeilensensor aufgenommen, vergleichbar mit einem Scanner. Gegebenenfalls nach einer Bildbearbeitung wird das digitalisierte Druckbild mit einem Laser oder einer LED-Zeile auf den Fotohalbleiter geschrieben (siehe Laserdrucker).

Durch den Lichteinfall werden in der aktiven Halbleiterschicht Ladungsträger erzeugt (innerer fotoelektrischer Effekt). Die Ladungsträger entladen an den belichteten Stellen die positiven Oberflächenladungen zur elektrisch leitenden Rückseite (Aluminiumtrommel) – das latente Bild besteht aus ladungsfreien Zonen.

#### Entwicklung
Der Toner wird möglichst gleichmäßig an die belichtete Walze herangebracht, und zwar überall hin, sowohl an die belichteten als auch an die unbelichteten, geladen gebliebenen Bereiche. Das geschieht mittels einer weiteren, „Bürste“ genannten Walze, die magnetisch ist, wodurch der Toner (Zweikomponenten-Toner enthalten Eisenpartikel, Einkomponententoner sind selbst magnetisch) an ihr haftet, wobei sich die Partikel infolge der magnetischen Feldlinienrichtung wie Borsten aufstellen. Die Tonerpartikel (Durchmesser 3–15 µm) werden an der Kontaktstelle zwischen den beiden Walzen aufgrund elektrostatischer Anziehung übertragen und bleiben an den unbelichteten, also geladenen Stellen der Fotoschicht haften (Schwarzschreiben oder Charged Area Development). Bei gleichnamiger Ladung des Toners können sie auch an den zuvor belichteten, also entladenen Stellen haftenbleiben (Weißschreiben oder Discharged Area Development).
Bei der sogenannten Jumpentwicklung wird der Toner mit Hilfe einer Walze nur in die Nähe des Fotoleiters transportiert. Den verbleibenden Luftspalt überspringt (engl. to jump) der Toner dann aufgrund der elektrostatischen Anziehung. Der Vorteil dieser Methode gegenüber der Bürstenentwicklung ist, dass die Bürste den schon entwickelten Toner nicht wieder verwischt und dass die Bildtrommel weniger verschleißt.
Einkomponententoner werden bei nahezu allen günstigen Kartuschensystemen angewendet; die Partikel landen komplett auf der Trommel und dem Träger.
Bei Zweikomponententoner bleibt die magnetische Komponente zurück; nur die Tonerpartikel werden verbraucht.

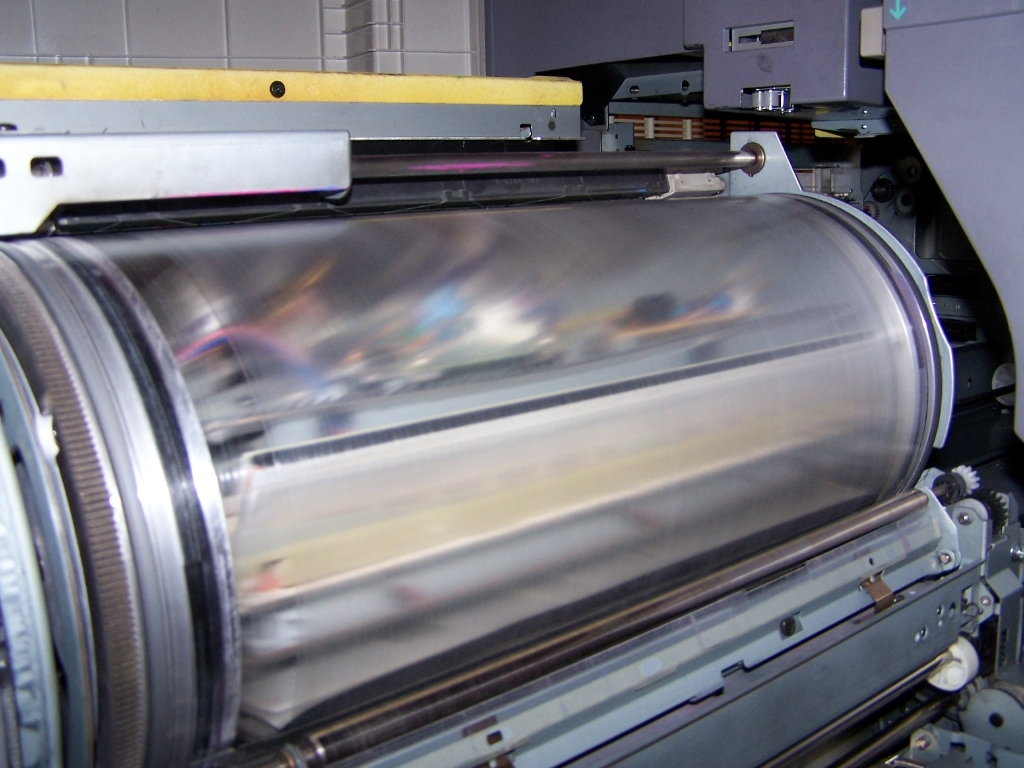
Transfertrommel

#### Toner-Transfer
Das Tonerbild muss von der Trommel auf das zu bedruckende Medium (Papier oder Kopierfolien) übertragen werden. Dazu wird eine zweite Ladungsquelle (Trommel oder Band) verwendet, die stärker (i. d. R. mit 15 kV) geladen ist als die Trommel und entsprechend den Toner anzieht. Wird der Bedruckstoff an dieser Stelle zwischen beiden hindurchgeführt, geht der Toner auf diesen über.

#### Fixierung
Um das Bild haltbar zu machen, muss es fixiert werden, d. h. üblicherweise durch zwei geheizte Walzen (bei manchen Geräten auch durch eine Heizkammer ohne Druck) geführt, wodurch die Tonerteilchen schmelzen und sich fest mit dem Bedruckstoff verbinden.
Um zu verhindern, dass der Toner an den Fixierwalzen haften bleibt, sind diese entweder aus einem speziellen Material (z. B. Teflon) oder werden mit einer hauchdünnen Ölschicht aus Fixieröl (i. d. R. Silikonöl) überzogen. Letzteres Verfahren wurde vor allem bei Vollfarbsystemen eingesetzt, da es bei diesen Geräten zu einem dicken Farbauftrag kommen kann und man elastische Walzen (Gummi) verwenden muss. Zudem war der Glanz, den das Fixieröl hinterlässt, bei einigen Druckerzeugnissen durchaus erwünscht. Bei neueren Geräten wird ein elastischer Kunststoff verwendet, der das Fixieröl überflüssig macht. Das bei älteren SW-Geräten eingesetzte Fixieren mittels starker Lichtblitze ist zwar ein ideales berührungsloses Verfahren, wird jedoch wegen der fehlenden Eignung für Farbgeräte heute nicht mehr verwendet. Das geläufigste Verfahren benutzt eine Heizwalze und eine Presswalze. Die Fixiertemperatur beträgt zwischen 165 und 190 °C. Die Fixierung ist bestimmend für die Haltbarkeit der Kopie. Die Lebensdauer der Heizquelle (z. B. eine Halogenglühlampe in Stabform im Inneren einer Walze) kann 50.000 bis 500.000 Kopien betragen.

#### Vollentladung und Reinigung
Nachdem der Toner auf das Medium übertragen ist, muss die verbliebene Ladung der Trommel vor dem nächsten Laden und Belichten entfernt werden. Das geschieht durch Vollbelichtung (stabförmige Lichtquelle) und elektrisches Abstreifen der Ladungen.
Zum Schluss wird die Trommel mit einem Abstreifer oder einer Bürste von etwaigen Tonerrückständen befreit. Der Resttoner wird in einen im Gerät eingebauten Behälter entsorgt. Bei einigen Geräten wird der Toner auch recycelt und dem Entwicklungsprozess wieder zugeführt.

### Anforderungen
Die Anforderungen an die aktive Schicht der Trommel sind recht hoch: Sie muss eine geringe Dunkelleitfähigkeit zusammen mit einer hohen Lichtempfindlichkeit aufweisen. Bei der Belichtung muss sie kurzzeitig im Bereich geringer lateraler Abstände eine hohe Leitfähigkeit aufweisen, sonst ginge die Auflösung bzw. Schärfe verloren. Sie muss mechanisch stabil sein und die Einflüsse von Ultraviolettstrahlung und Ionen bzw. Radikalen ertragen.

### Lebensdauer
Trommeln können aus verschiedenen Materialien hergestellt werden; üblich sind OPC (Organic Photo Conductor, engl. für organischer Fotoleiter) oder a-Si (amorphes Silizium). Die Lebensdauer dieser Trommeln ist jedoch begrenzt. Die Hersteller geben eine ungefähre Anzahl der möglichen Abzüge an. Während OPC-Trommeln, die hauptsächlich in Bürogeräten verwendet werden, eine Lebensdauer von 25.000 bis 60.000 Seiten aufweisen, sind für a-Si-Trommeln Lebensdauern von einer Million bis zu fünf Millionen Seiten möglich, wodurch sie sich für große Anlagen eignen, wie sie zum Beispiel Telekommunikationsfirmen zum Drucken ihrer Rechnungen verwenden.
Die Anzahl der Abzüge ist jedoch nur ein Idealwert – das Alter und vor allem die Nutzungsart sind ebenfalls entscheidend: Wird ein Kopierer oder Laserdrucker nur bei Bedarf eingeschaltet und werden dabei nur wenige Drucke getätigt, so sinkt die Anzahl der möglichen Kopien. Abrasive Füllstoffe im Papier oder andere mechanische Beschädigungen (z. B. beim Herausziehen verklemmter Seiten) können die fotoempfindliche Schicht dauerhaft aufrauen oder zerkratzen.

### Dauerhaftigkeit
Xerografien sind im Gegensatz zu Tintenstrahl- oder Thermodrucken sehr dauerhaft und vor allem lichtecht. Der Toner haftet jedoch nur oberflächlich und kann wieder vom Träger entfernt werden. Manchmal geschieht das im Laufe der Jahre von selbst. Der Toner kann sich auch an Knickstellen ablösen. Inzwischen gibt es Polymertoner mit feineren und gleichmäßiger geformten Partikeln. Dieser platzt an den Falzkanten nicht mehr ab.
Beidseitig bedruckte Papiere können aneinander haften; in Klarsichthüllen bleibt manchmal ein Teil des Toners haften.
Verschiedene Gutachten bescheinigen den Xerografien bzw. Laserdruckern eine Archivfestigkeit von über fünfzig Jahren. Nasskopien halten angeblich länger als Xerografien – bei diesen inzwischen nicht mehr gebräuchlichen Erzeugnissen haben sich keine Lebensdauerbeschränkungen feststellen lassen.

### Grenzen des Verfahrens
Aufgrund der optischen Abtastung der Vorlage sind die Abbildungsqualität und die Auflösung des Zeilensensors bzw. der Trommel entscheidend für die Auflösung.
Im Bereich von Grauwerten mit unter zehn Prozent Farbdeckung zeigen selbst hochwertige Geräte Schwächen in Form von Rauschen oder sogenannten Schmutzeffekten.
Die Homogenität, die Graduierung sowie die Farbtreue sind in den letzten Jahren verbessert worden, anderen Reproduktionsverfahren jedoch unterlegen.
Vor allem bei Farbsystemen setzen die verwendeten Farbpigmente Grenzen, da die verschiedenfarbigen Toner alle den gleichen hohen Anforderungen genügen müssen, die nicht unbedingt mit einem guten Druckergebnis vereinbar sind.
Bei Digitalisierung ist es möglich, Halbtonbilder so aufzubereiten, dass wie bei anderen Druckverfahren feinstrukturierte Flächen gedruckt werden. So können auf Kosten der Auflösung Flächen mit geringer Farbdeckung sicherer gelingen.

### Gesundheitsgefährdung
Xerografische Kopiergeräte benutzen ebenso wie Laserdrucker Trockentoner, der ein schwarzes Farbpigment Ruß und bei bestimmten Sorten Schwermetalle wie Blei und Cadmium enthält, mithin also gesundheitsschädlich sein kann.
Das Problem dabei ist nicht nur die Tonerzusammensetzung, sondern auch seine (erwünschte) Feinheit. Das Tonerpulver hat zwar Partikelgrößen oberhalb des lungengängigen Feinstaubes, lagert sich aber dennoch in den Bronchien ab, da es nicht einfach durch Abhusten wieder entfernt werden kann: Toner verändert bereits bei Körpertemperatur seinen Zustand und verklebt unter Umständen mit den Schleimhäuten. Tonerschadstoffe können damit dauerhaft und direkt auf die Schleimhäute, insbesondere der Atemwege oder auf die Haut wirken.
Toner wird nicht nur eingeatmet, sondern durch Kontaminationen auch unbeabsichtigt geschluckt. Besonders Beschäftigte im Bereich des Service, Refill und Recycling sind naturgemäß über lange Zeit den Schadstoffen ausgesetzt.
Die zur Ladungserzeugung eingesetzten Koronaentladungen (Korona-Draht) erzeugen Ozon: Im Bereich der hohen Feldstärken wird die Umgebungsluft ionisiert, wobei u. a. Ozon entsteht. Ozon ist gesundheitsschädlich und erzeugt seinerseits ebenfalls schädliche freie Radikale aus anderen Stoffen. Die meisten solcher Geräte haben jedoch Ozonfilter aus Aktivkohle, welche einen großen Teil der Schadstoffe entfernen.
Komplett ozonfrei arbeiten Druckwerke, die die Bildtrommel mit Hilfe einer Ladungsrolle laden. Diese steht in direktem Kontakt mit der Bildtrommel; es ist keine Koronaentladung erforderlich und somit entsteht kein Ozon.

## Kopieren von Urkunden oder Geldscheinen
Das Anfertigen von Kopien bestimmter Urkunden oder gültiger Geldscheine ist bei Strafandrohung verboten. Die Hersteller haben teilweise Funktionen implementiert, die solche Kopien unterbinden oder erschweren, dazu gehört u. a. die Erkennung der EURion-Konstellation.
Nachdem die Bilddaten für den Druck aufbereitet wurden (RIP), werden sie noch einmal auf bestimmte Muster hin untersucht, wie sie nur auf Geldscheinen oder bestimmten Urkunden verwendet werden. Wird ein solches Muster entdeckt, gibt es verschiedene Möglichkeiten zu reagieren. Viele Geräte drucken anstatt der Kopie eine schwarze Fläche, verfälschen die Farben oder überziehen das Dokument mit dem deutlichen Aufdruck „Kopie“. Andere Geräte täuschen einen Gerätefehler vor und verlangen nach dem Kundendienst.

## Eindeutige Identifizierbarkeit (Zuordnung jeder Kopie zum benutzten Kopiergerät)
Einige Hersteller von Kopiergeräten hinterlegen elektronische Kennungen (z. B. den Machine Identification Code) auf den Kopien. Das geschieht beispielsweise, indem ein definiertes Bitmuster weiträumig verteilt in der Farbe Gelb bei Farbgeräten und bei Schwarz-Weiß-Geräten als schwache Tönung auf den Träger aufgebracht wird.
Bei einem Hersteller ist die Seriennummer des Gerätes auf der Rückseite der Glasplatte nahezu unsichtbar eingeätzt und wird bei jedem Kopiervorgang mit erfasst.
Diese Maßnahmen ermöglichen Herstellern und Ermittlungsbehörden, auf das Kopiergerät selbst, den Standort und evtl. sogar auf die die Kopie anfertigende Person zu schließen. Datenschützer sehen darin verfassungsmäßig garantierte Grundrechte gefährdet (z. B. durch die einfache Möglichkeit zur Aufdeckung von Presseinformanten).

## Zuverlässigkeit
Fotokopiergeräte sind sehr zuverlässig, jedoch nicht wartungsfrei. Aufgrund des feinen Tonerpulvers ist ein Großteil der Ausfälle auch heute noch auf Verschmutzungen zurückzuführen. Technisch bedingt sind die Geräte nicht vollständig hermetisch abgeschlossen, so dass sich oft Tonerpulver auf der Belichtereinheit niederschlägt.
Das Transportsystem eines Kopierers besteht aus Gummi-Walzen, welche altern können und dann entweder regeneriert oder ausgetauscht werden.

## Analoge und digitale Kopiertechnik
Kopierer können in analoge und digitale Kopierer eingeteilt werden. Bis etwa Mitte der 1980er Jahre wurden ausschließlich analoge Kopierer hergestellt. Seit dieser Zeit werden immer mehr digitale Kopierer entwickelt. Der analoge Kopierer ist etwa seit dem Jahr 2000 von digitalen Kopierern verdrängt worden; analoge Kopierer werden inzwischen nicht mehr hergestellt. Ausnahmen hiervon sind kleine A4-Kopierer für den persönlichen Bedarf mit einer Geschwindigkeit von ca. vier A4-Kopien pro Minute. Diese werden von einigen Herstellern weiterhin produziert (Stand: April 2011).
In analogen Kopierern erfolgt die Entwicklung der Trommel direkt vom Original über ein Objektiv und Spiegel; das Abbild der Vorlage wird optisch auf der Trommel abgebildet. Belichtung und Entwicklung laufen synchron in einem Gerät. Der digitale Kopierer besteht dagegen aus zwei getrennten Einheiten, dem Scanner und dem Druckwerk. In der Regel werden diese Einheiten jedoch wie bei einem analogen Kopierer in einem Gerät untergebracht. Bei einem digitalen Kopierer wird die Vorlage mit dem Scanner digitalisiert und in einem Speicher (RAM oder auch Festplatte) zwischengespeichert. Das hier gespeicherte Bild der Vorlage wird anschließend elektronisch an das Druckwerk (Laserdruckwerk) übertragen und ausgedruckt.
Ein Vorteil der Digitaltechnik liegt darin, dass Seiten aus dem Zwischenspeicher mehrfach kopiert werden können, ohne dass die Vorlage erneut belichtet werden muss. Zudem können neben dem reinen Kopieren zusätzliche Funktionen wie Drucken, Faxen, Scannen und das elektronische Versenden der Vorlagen per E-Mail oder in Netzwerkverzeichnisse angeboten werden. Ein weiterer Vorteil ist die Möglichkeit der Zwischenbearbeitung einer Kopie im Gerät. Die hier am häufigsten eingesetzte Funktion ist die Kantenschärfung für Schriften, die das bei analogen Systemen bekannte Problem der Randunschärfen eliminiert und insbesondere bei Schriftstücken eine erhebliche Verbesserung der Qualität bedeutet.
Der wichtigste Vorteil ist jedoch die kompaktere und preisgünstigere Bauweise, da keine Optiken, Blenden und Spiegel im verschmutzungsgefährdeten Bereich zwischen Belichtereinheit und Trommel sein müssen. Die Abtastung muss überdies nicht zeitsynchron zur Entwicklung laufen.
Die digitale Kopiertechnik kann Halbtonwiedergaben sicherer machen, indem statt einer Fläche mikroskopisch kleine Strukturen gedruckt werden. Das sowie die möglicherweise nicht ausreichend genaue Digitalisierung und die Kantenschärfung kann bei Halbtonvorlagen unerwünscht bzw. störend sein.

## Zusatzfunktionen von Kopierern

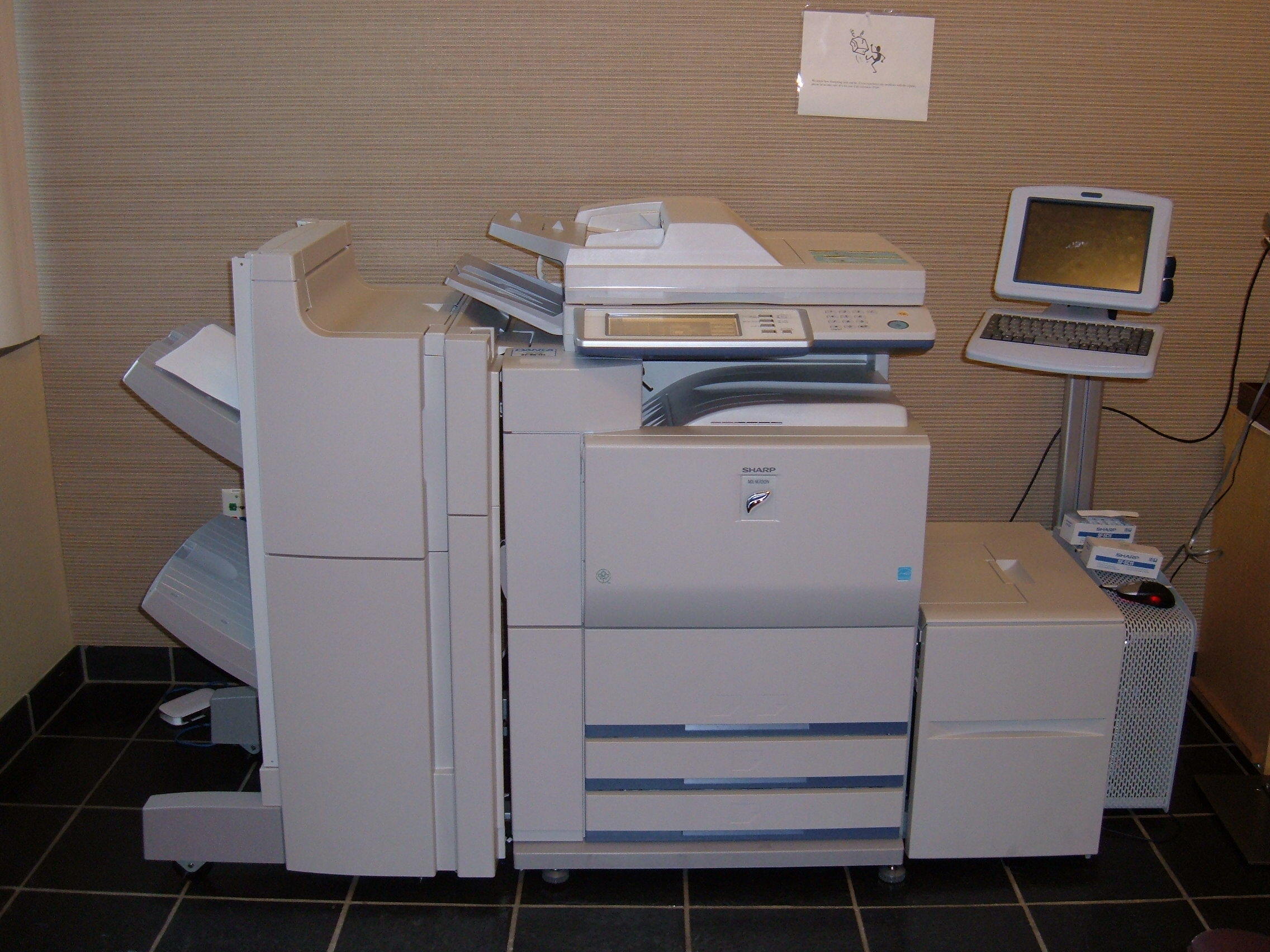
Moderner, digitaler Multifunktionskopierer mit einer Reihe an Zusatzfunktionen

Insbesondere für den professionellen Einsatz gedachte Kopierer verfügen in der Regel über eine Vielzahl von Zusatzfunktionen, meist in Form von Anbauten:
- Der automatische Vorlageneinzug (ADF, Automatic Document Feeder) ermöglicht das automatische Kopieren von Vorlagen mit mehreren Seiten. Der Originaleinzug positioniert eine Seite auf dem Vorlagenglas, wo sie belichtet wird. Anschließend wird die Seite vom Vorlagenglas entfernt und die nächste Seite der Vorlage vom Originaleinzug auf dem Vorlagenglas positioniert. Originaleinzüge mit Originalwendung (RADF, Recirculating Automatic Document Feeder) können auch die Rückseite einer Seite der Vorlage automatisch auf dem Vorlagenglas positionieren. Ein alternatives Verfahren führt die vom ADF eingezogenen Seiten an einer feststehenden Scanzeile vorbei, wo das Original im Vorbeiziehen eingelesen wird. Etwa seit 2005 werden sogenannte Dual-Scan-Vorlagenwechsler hergestellt, die eine separate integrierte Scanzeile für die Rückseite des Blattes haben und somit zusammen mit der feststehenden Scanzeile sowohl die Vorder- als auch die Rückseite eines Blattes in einem Durchgang (ohne mechanische Wendung) einlesen können. Für eine zuverlässige Funktion ist eine regelmäßige Wartung des ADF notwendig. So besteht das Pad zum Separieren der Seiten meist aus Gummi und Kork. Dieses Trenngummi altert. Wird es nicht gereinigt und regeneriert oder ausgetauscht, sind Einzugsfehler die Folge.
- Die Duplexeinheit ermöglicht das automatische Bedrucken der Rückseite der Kopien. Damit kann der Papierverbrauch gegenüber dem einseitigen Kopieren halbiert werden.
- Papiervorrat: Papier wird in Kassetten und Magazinen vorgehalten.
  - In Kassetten können normalerweise Papiergrößen von DIN A5 bis DIN A3 oder A3+ bzw. SRA3 (Überformat) vorgehalten werden. Die Kassetten werden als Universalkassetten bezeichnet, wenn sie sich auf die verschiedenen Papierformate einstellen lassen. Die Kapazität einer Kassette liegt bei ca. 500 bis 1000 Blatt Papier.
  - Papiermagazine sind normalerweise für das A4-Format vorgesehen. Bei Produktionssystemen sind auch Magazine für DIN A3 verfügbar. In der Regel lassen sich Magazine nicht auf ein anderes Papierformat einstellen. Die Kapazität eines Magazins liegt bei ca. 2.500 bis zu 4.000 Seiten.
- Finisher und Sorter dienen zur Aufnahme der fertigen Kopien oder Drucke. Bei digitalen Kopierern wird die Ausgabeeinheit als Finisher bezeichnet, bei analogen Kopierern als Sorter. In Finishern und Sortern werden die Kopien automatisch nach Dokumenten und Seiten sortiert abgelegt. Bei vielen Finishern und Sortern können die sortierten Stapel auch geheftet und/oder gelocht werden; die Kopiensätze dürfen dabei bis zu 50 oder 100 Seiten umfassen. Des Weiteren können Finisher mehrseitige Broschüren erstellen. Dafür werden die fertig gedruckten Seiten in der Mitte gefalzt und zweifach mit Draht geheftet. Mögliche Formate sind DIN-A5-Broschüren (halbe DIN-A4-Seite) und DIN-A4-Broschüren (halbe DIN-A3-Seite).
- Die Lochereinheit ermöglicht das Lochen der Kopien. Die Kopien werden einzeln gelocht, so dass es keine Beschränkung bei der Seitenzahl (bzw. Stärke) eines Kopiensatzes gibt. Die Lochereinheit kann bei vielen Kopierermodellen zwischen den verschiedenen Standards umgeschaltet werden, so dass die Lochung nach ISO-Standard 838 und nach der 4-Loch-Erweiterung des ISO-Standards 838 möglich ist. Die schwedische Lochung wird in der Regel in einer separaten Lochereinheit angeboten, die kein Umschalten zu den vorab genannten Standards ermöglicht.
- Die Druckfunktion ermöglicht das Drucken von Dokumenten von einem Computerarbeitsplatz im Netzwerk oder von einem Datenträger aus.
- Die Scanfunktion ermöglicht das Speichern der abgetasteten Vorlage im Netzwerk, auf einem Datenträger oder das direkte Versenden per E-Mail.
- Die Faxfunktion arbeitet wie ein herkömmliches Faxgerät. Dokumente werden über das Vorlagenglas eingelesen und über einen Telefonanschluss an die Gegenstelle übertragen. Es können auch Faxe empfangen und ausgedruckt werden. Weiterhin können empfangene Faxe direkt an verschiedene Ziele wie z. B. E-Mail-Adressen oder Verzeichnisse in Netzwerken weitergeleitet werden.